# Natalliah Whyte
Natalliah Whyte (9 de agosto de 1997) é uma velocista jamaicana, especialista nos 100 m rasos. Foi campeã mundial do revezamento 4x100 m no Campeonato Mundial de Atletismo de 2019, em  Doha, Qatar, junto com  Shelly-Ann Fraser-Pryce, Jonielle Smith e Shericka Jackson.